# Siener van Rensburg
Nicolaas Pieter Johannes Janse van Rensburg (Potchefstroom, 30 augustus 1864 - Ottosdal, 11 maart 1926), beter bekend als Siener van Rensburg was een Boer uit de Zuid-Afrikaansche Republiek die werd gezien als de profeet van het Boerenvolk tijdens de Tweede Boerenoorlog. De bijnaam Siener komt van Ziener, oftewel Helderziende.

## Levensloop
Van Rensburg werd in 1864 geboren op de boerderij Palmietfontein in Potchefstroom. Net als de meeste Afrikaners werd hij streng gereformeerd opgevoed. Hij werkte als veehouder en vocht in zijn jeugd mee tegen de inheemse stammen die de republiek teisterden. In deze periode overleefde hij malaria.
Tijdens de Tweede Boerenoorlog verkreeg hij bekendheid bij de Boeren vanwege zijn succesvolle profetieën, die hij predikte met Bijbelse inspiratie. Deze trokken ook de aandacht van generaal Koos de la Rey, die Van Rensburg als goddelijke profeet aan zijn zijde hield. Tot het einde van de oorlog bleef hij de Boeren steunen met visioenen terwijl zijn familie door de Britten werd opgesloten in concentratiekampen.
Na de oorlog steunde hij de onsuccesvolle Maritz-rebellie tegen het pro-Britse gezag van de Unie van Zuid-Afrika, waarbij zijn zoon Willem om het leven kwam. Na een gevangenisstraf werd hij veehouder in Ottosdal, waar hij in 1926 overleed. Tot aan zijn dood kreeg hij nog altijd visioenen die zijn genoteerd door zijn dochter Anna.

## Visioenen
In de tijd van de Boerenoorlog zou Van Rensburg de Britse tactiek van de verschroeide aarde en concentratiekampen hebben voorspeld, alsmede de uitkomst van vele veldslagen en het uiteindelijke verlies van de oorlog. Na de oorlog voorspelde hij de dood van Koos de la Rey, die hij twee maanden daarvoor gewaarschuwd had.
Later werden zijn visioenen door sommigen geïnterpreteerd als voorspellingen van onder meer het opkomende communisme, de Tweede Wereldoorlog, het IJzeren Gordijn, de kernramp van Tsjernobyl, aids, Frederik Willem de Klerk en Nelson Mandela. Hiermee kan hij vergeleken worden met de veel bekendere Nostradamus.
Van Rensburg staat nog steeds in hoog aanzien bij Afrikanernationalisten, waarvan radicalen een van zijn visioenen interpreteren als een aankomende genocide op de Afrikaners.